# جنوب جاكرتا
جنوب جاكرتا (بالإندونيسية: Jakarta Selatan) هي واحدة من المدن الإدارية الخمس التي تشكل منطقة العاصمة الخاصة جاكرتا في إندونيسيا. منطقة جنوب جاكرتا غير متمتعة بالحكم الذاتي وليس لها مجلس للمدينة، وبالتالي فهي غير مصنف كبلدية مستقلة. عدد سكانها 2057.080 في تعداد عام 2010، وهي الثالثة من حيث عدد السكان بين المدن الإدارية الخمس في جاكرتا، بعد شمال جاكرتا وغرب وجاكرتا. المركز الإداري يقع في كيبايوران بارو.
يحد جنوب جاكرتا وسط جاكرتا من الشمال، وشرق جاكرتا من الشرق، وديبوك من الجنوب، وغرب جاكرتا من الشمال الغربي، وتانقيرانغ من الغرب.

## الاقتصاد
في الأيام التي تلت الحرب العالمية الثانية، تم التخطيط لجاكرتا الجنوبية لتكون مدينة فضائية (خاصة منطقة كيبايوران بارو) وباستخدام المفهوم الشرقي. تحتوي هذه المنطقة أيضًا على بعض المراكز الصناعية لأنواع مختلفة من السلع. جنوب جاكرتا مدينة إدارية مزدهرة بالمقارنة مع غيرها، مع وجود الكثير من المساكن من الطبقة المتوسطة إلى العليا ومراكز الأعمال الرئيسية. جنوب جاكرتا لديه أعلى مؤشر للتنمية البشرية في جميع مدن جاكرتا الإدارية، مع مؤشر التنمية البشرية 0.833.
يتركز جزء كبير من الحي التجاري المركزي في مدينة سيتيابودي بجاكرتا الجنوبية، مثل حي سوديرمان المركزي للأعمال. في بداية الأمر كان حي سوديرمان المركزي للأعمال مزودًا بخدمات واستثمار القطاع العقاري، لكنه أصبحت في الوقت الحاضر أكثر المناطق استخدامًا متنوعًا في إندونيسيا.

## المناطق
ينقسم جنوب جاكرتا إلى 10 مناطق فرعية:
- كيبايوران بارو.
- كيبايوران لاما.
- بيسانغراهان.
- سيلانداك.
- باسار مينغجو.
- جاغاكارسا.
- مامبانج براباتان.
- بانكوران.
- تيبيت.
- سيتيابودى.